# Terceiro Comando
Il Terceiro Comando (Terzo Comando) è stata una fazione del narcotraffico organizzato brasiliano avente sede nella città di Rio de Janeiro. La banda carioca è stata, insieme ad altre come il Comando Vermelho (banda rivale), al centro degli scambi di narcotici di Rio e di atti criminosi di varie entità sin dalla sua fondazione, datata 1994.

## Storia
Essa fu fondata, secondo le teorie più accreditate dai media e dalla Polizia Civile e Polizia Militare brasiliani, dalla falange Jacaré che già si opponeva al Comando Rosso dagli anni ottanta. Altre fonti suggeriscono che il TC si sia formato in seguito ad alcune dissidie all'interno del già citato CV; a tale opinione si affianca l'idea che molti agenti della Polizia Militare abbiano contribuito al sorgere della banda passando dalla parte del crimine come trafficanti.
Nel '98 si allea con Amigos dos Amigos permettendo all'organizzazione una crescita in termini di forza e ampliamento. Nel 2002 sorse una discordia all'interno del gruppo che diede vita al Terceiro Comando Puro di cui i leader furono "Facão" (che in italiano significa letteralmente "coltellone") e Roberto Pingo. In seguito, dopo un mandato di uccisione dei leader del Terzo Comando da parte del Comando Rosso, gli affiliati alla banda si dispersero estinguendo così questa fazione. Questi ultimi si divisero in due strade: chi si unì agli Amigos dos Amigos e chi andò con Terceiro Comando Puro.